# Ryuju Nagayama
Ryuju Nagayama (永山竜樹 Nagayama Ryūju?), född 15 april 1996, är en japansk judoutövare.

## Karriär
Vid olympiska sommarspelen 2024 i Paris tog Nagayama brons i 60 kg-klassen efter att ha besegrat turkiske Salih Yıldız i bronsmatchen. Han var även en del av Japans lag som silver i mixedlag.